# یوکیو ۵۵۱۳
سیارک ۵۵۱۳ (به انگلیسی: 5513 Yukio، نامگذاری:1988WB) پنج هزار و پانصد و سیزدهمین سیارک کشف شده‌است که در ۲۷ نوامبر ۱۹۸۸ کشف شد.
قدر مطلق سیارک برابر ۱۳٫۵۰ است.